# 羅克波特 (阿肯色州)
羅克波特（英語：Rockport）是一個位於美國阿肯色州溫泉縣的城市。

## 地理
羅克波特的座標為34°23′15″N 92°49′32″W / 34.38750°N 92.82556°W，而該地的平均海拔高度為101米（即331英尺）。

## 人口
根據2020年美國人口普查的數據，羅克波特的面積為8.17平方千米，皆為陸地。當地共有人口676人，而人口密度為每平方千米82人。